# Barclays
Barclays plc este o bancă din Marea Britanie, care își desfășoară activitățile la nivel internațional, în America de Nord, America de Sud, Asia și Africa.
Grupul bancar are circa 118.000 de angajați și un profit de peste 4,5 miliarde £ în anul 2006.

## Activitate
Diviziile principale ale Barclays Plc: 
Barclays UK - activitățile din Marea Britanie în anul 2017 au generat venituri de 7,383 miliarde de lire sterline, un profit net de 853 miliarde lire sterline, active în valoare de 237,4 miliarde £; 1200 de sucursale și 22.800 de angajați au lucrat pe piața internă. Principalele activități din Marea Britanie:
- Personal Banking - servicii bancare cu amănuntul, cifra de afaceri de 3.823 miliarde £;
- Barclaycard Consumer UK - carduri de credit, cifra de afaceri de 1.977 miliarde £;
- Wealth, Entrepreneurs & Business Banking - servicii bancare pentru companii, de la întreprinderi private mici, până la mari corporații, precum și managementul activelor, cifra de afaceri de 1.583 miliarde £;

Barclays International- cifra de afaceri a activităților străine în 2017 a fost de 14,382 miliarde de lire sterline, profitul net a fost de 847 milioane de lire sterline, activele - 856,1 miliarde de lire sterline, numărul angajaților - 11,500 (in 2016 36,900).
Head Office - activitatea centrului în 2017 a adus pierderi nete de 868 milioane lire sterline la situațiile financiare, numărul angajaților din această diviziune a crescut de la o sută la 45.600 față de 2016 (cota rămasă în Barclays Africa Group Limited și a desființat diviziunea Barclays Non-Core).
Barclays Non-Core - unitatea de afaceri non-core a fost eliminată la mijlocul anului 2017, cu o pierdere netă de 419 milioane lire sterline.
Principalele regiuni de activitate:
- Marea Britanie - activele de 462 miliarde de lire sterline, 48.700 de angajați;
- Restul Europei și Orientul Mijlociu - activele de 264 miliarde de lire sterline, 3600 de angajați;
- America - active de 282 miliarde £, 10.400 de angajați;
- Asia-Pacific - active de 42 miliarde de lire sterline, 17.200 de angajați.

Structura activelor este dominată de împrumuturi acordate băncilor (200 miliarde lire sterline), alte instituții financiare (258 miliarde de lire sterline) și împrumuturi acordate guvernelor și băncilor centrale (270 miliarde de lire sterline, din care 171 miliarde lire sterline sunt conturi bancare și conturi de sold). Creditarea ipotecară în 2017 a reprezentat 147 miliarde de lire sterline, alte forme de împrumut acordate persoanelor fizice - 54 miliarde de lire sterline. Datoria de 429 miliarde lire sterline a reprezentat conturile clienților .
În structura veniturilor, puțin mai puțin de jumătate au reprezentat veniturile din dobânzi (9,8 miliarde £ de la 21 miliarde de lire sterline), restul - comisioanele, taxele pentru serviciile financiare și alte tipuri de venituri .
În lista cu cele mai mari companii publice din lume din anul 2018, Forbes Global 2000, Barclays sa clasat pe poziția 480, dintre care 20 pe active, 247 pe capitalizare bursieră și 359 pe venit .
| An               | 2001  | 2002  | 2003  | 2004  | 2005  | 2006  | 2007  | 2008  | 2009  | 2010  | 2011  | 2012  | 2013  | 2014  | 2015  | 2016  | 2017   |
| ---------------- | ----- | ----- | ----- | ----- | ----- | ----- | ----- | ----- | ----- | ----- | ----- | ----- | ----- | ----- | ----- | ----- | ------ |
| Cifra de afaceri | 13,46 | 12,04 | 12,43 | 15,37 | 17,98 | 19,93 | 21,04 | 21,12 | 29,12 | 31,44 | 32,29 | 25,01 | 27,94 | 25,29 | 25,45 | 21,45 | 21,08  |
| Profitul net     | 1,336 | 1,024 | 1,404 | 3,301 | 3,841 | 5,195 | 5,095 | 5,287 | 10,29 | 4,549 | 3,868 | 0,181 | 1,297 | 0,845 | 0,623 | 1,623 | -1,922 |
| Active           | 357   | 403   | 443   | 538   | 924   | 997   | 1227  | 2053  | 1379  | 1490  | 1589  | 1512  | 1344  | 1358  | 1120  | 1213  | 1133   |
| Capital propriu  | 14,49 | 15,21 | 16,49 | 16,85 | 24,43 | 27,39 | 32,48 | 47,41 | 58,48 | 62,26 | 63,96 | 59,97 | 63,95 | 65,96 | 65,86 | 71,37 | 66,02  |

## Acționari
La sfârșitul anului 2017, grupul PLC Barclays a emis circa 17 miliarde de acțiuni, majoritatea fiind listate la London Stock Exchange. Majoritatea acțiunilor sunt deținute de bănci și alte instituții financiare (87,21%), diverse companii dețin aproximativ 10% din acțiuni, alte 2,55% din acțiuni sunt deținute de 253 de mii de investitori privați. Cei mai mari acționari sunt: Companii Capital Group Inc (1,172 miliarde de acțiuni, 6,98%), Qatar Holding LLC (1,017 miliarde de acțiuni, 5,99%) si BlackRock, Inc (1,01 miliarde acțiuni, 5,92% ).
Aproximativ 4,59% din acțiuni sunt tranzacționate la New York Stock Exchange, dintre care cei mai mari deținători ai acțiunilor Barclays la data de 31 martie 2017 sunt afișați mai jos.
| Numele acționarului                     | Număr de acțiuni | Procent |
| --------------------------------------- | ---------------- | ------- |
| Fisher Asset Management, LLC            | 16 887 203       | 0,40    |
| Dimensional Fund Advisors, Inc.         | 11 929 971       | 0,28    |
| Jane Street Group, LLC                  | 6 036 401        | 0,14    |
| T. Rowe Price Associates, Inc.          | 5 594 290        | 0,13    |
| Brandes Investment Partners & Company   | 5 559 628        | 0,13    |
| Northern Trust Investments, N.A.        | 5 340 066        | 0,13    |
| Arrowstreet Capital Limited Partnership | 5 180 106        | 0,12    |
| J.P. Morgan Chase Bank, N.A.            | 4 184 374        | 0,10    |
| Parametric Portfolio Associates, LLC    | 2 744 953        | 0,06    |
| J.P. Morgan Securities LLC              | 2 516 030        | 0,06    |
| Managed Account Advisors LLC            | 2 252 712        | 0,05    |
| Morgan Stanley Smith Barney LLC         | 1 926 216        | 0,05    |
| Raymond James & Associates              | 1 667 297        | 0,04    |
| Causeway Capital Management LLC         | 1 510 537        | 0,04    |
| Goldman Sachs Asset Management, L.P.    | 1 453 967        | 0,03    |
| Oak Hill Advisors LP                    | 1 377 031        | 0,03    |
| CIBC World Markets Inc.                 | 1 001 507        | 0,02    |
| Mellon Capital Management Corporation   | 995 911          | 0,02    |
| Tocqueville Asset Management L.P.       | 921 500          | 0,02    |
| Aperio Group, LLC                       | 908 249          | 0,02    |
| Franklin Advisers, Inc.                 | 907 202          | 0,02    |
| Renaissance Technologies, LLC           | 905 403          | 0,02    |
| UBS Securities, LLC                     | 884 391          | 0,02    |

## Controverse

### Despăgubirea evreilor supravețuiți în urmaHolocaustului
În 1998, Barclays Bank a acceptat să plătească 3,6 milioane USD evreilor ale căror active au fost confiscate de la sucursalele franceze ale băncii britanice în timpul celui de-al doilea război mondial. Barclays, împreună cu șapte bănci franceze, au fost implicate într-un proces intentat la New York cu privire la evreii care nu au reușit să recupereze banii pe care i-au depus în perioada nazistă.

### Scandalul ratelor fixate
În anul 2012, Barclays a primit o amendă de 450 de milioane de dolari, recunoscând atunci că traderii săi au încercat să manipuleze dobânzile Libor și Euribor, în perioada 2005-2009. Departamentul de Justiție al Statelor Unite și Barclays au convenit oficial că „manipularea cererilor a afectat ratele fixe în unele ocazii”. Acest lucru s-a întâmplat între 2005 și 2009, la fel de des ca zilnic.